# 多姆·特爾福德
多姆·特爾福德（英語：Dom Telford；1996年12月5日—）是一位英格蘭足球員。在場上的位置是前鋒。他現在效力於英格蘭足球乙級聯賽球隊新港郡足球會。

## 外部連結
- 足球数据库：多姆·特爾福德的球员统计数据